# 1-ша піхотна бригада (Естонія)
1-ша піхотна бригада (ест. 1. Jalaväebrigaad) — піхотна бригада сухопутних військ Естонії. Основний військовий підрозділ на півночі Естонії. Штаб бригади розташовано в місті Тапа та під командуванням полковника Вейко-Велл Палм.

## Історія
Від 25 квітня 1917 року в Таллінні з естонців було сформовано 2-й полк морської фортеці Петра Великого. У травні 1917 року, полк було перейменовано на 1-й естонський піхотний полк. Від 1918 до 1920 року він брав участь у Війні за незалежність Естонії. Підрозділ було розформовано після Радянської окупації у 1940 році.
Від 1 лютого 2003 року в Таллінні була сформована 1-ша піхотна бригада. В 2006 році штаб бригади було передислоковано до міста Палдіскі. Від 1 січня 2009 року бригада складалася з 3 батальйонів: Скаутського батальйону, піхотного батальйону «Калев» та батальйону служби бойового забезпечення. Від 1 серпня 2014 року до її складу було включено піхотний батальйон «Віру», інженерний батальйон, дивізіон протиповітряного захисту та артилерійський дивізіон колишнього Північно-Східного району оборони, а штаб було передислоковано до міста Тапа.

## Структура
1-ша піхотна бригада:
- штаб бригади, штабна рота
- Скаутський батальйон
- піхотний батальйон «Калев»
- піхотний батальйон «Віру»[en]
- артилерійський дивізіон[en]
- дивізіон протиповітряного захисту[en]
- інженерний батальйон[en]
- батальйону служби бойового забезпечення[en]
- протитанкова батарея
- розвідувальна рота

## Командування
- Тойво Трейман 16 червня 2003 – 1 серпня 2005
- Айвар Кокка (в.о.) 2 серпня 2005 – 31 березня 2006
- Райво Лумісте 1 квітня 2006 – 5 вересня 2006
- Артур Тіґанік 18 вересня 2006 – 7 квітня 2009
- Мьйорт Плакк (в.о.) 8 квітня 2009 – 30 червня 2009
- Маргус Ребане (acting) 1 липня 2009 – 23 серпня 2009
- Райво Тамм 24 серпня 2009 – 2 жовтня 2010
- Урмас Ніґул 3 жовтня 2010 – 31 липня 2012
- Арон Калмус 1 серпня 2012 – 31 липня 2015
- Вейко-Велл Палм 1 серпня 2015 – сьогодення

## Зовнішні посилання
- Official website [Архівовано 6 серпня 2017 у Wayback Machine.] (ест.)